# Список книг и сочинений Мухаммада ибн Абд аль-Ваххаба
Данная статья содержит список книг и сочинений Мухаммада ибн Абд аль-Ваххаба (список приведён по 13-томному сборнику сочинений, составленному доктором Абдуль-Азизом ибн Зейдом ар-Руми, доктором Мухаммадом Бельтаджи и доктором Сеидом Худжабом).

## Акидаитаухид
| Название                               | Название на арабском                    | Год первого издания | Описание | Другие издания |
| -------------------------------------- | --------------------------------------- | ------------------- | --- | -------------- |
| Книга единобожия                       | كتاب التوحيد الذي هو حق الله على العبيد | 1927                | Один из основных трудов Мухаммада ибн Абд аль-Ваххаба. Состоит из 67 глав, в которых автор рассматривает различные вопросы связанные с единобожием, верой, исламом, многобожием и неверием. |                |
| Отведение сомнений                     | كشف الشبهات                             | 1945                | |                |
| Три основы и их доказательства         | ثلاثة الأصول                            | 1921                | |                |
| Четыре правила                         | القواعد الأربع                          |                     | |                |
| Достоинство ислама                     | فضل الإسلام                             |                     | |                |
| Основы веры                            | أصول الإيمان                            |                     | |                |
| О неверии того, кто оставил единобожие | مفيد المستفيد في كفر تارك التوحيد       |                     | |                |
| Книга о больших грехах                 | كتاب الكبائر                            |                     | |                |
| Вопросы джахилии                       | مسائل الجاهلية                          |                     | |                |

## Фикх
| Название                                                 | Название на арабском             | Год первого издания | Описание                                           | Другие издания |
| -------------------------------------------------------- | -------------------------------- | ------------------- | -------------------------------------------------- | -------------- |
| Краткое изложение «аль-Инсафа» и «аш-Шарх аль-Кабира»    | مختصر الإنصاف و الشرح الكبير     |                     |                                                    |                |
| Четыре правила, на которых зиждятся установления религии | أربع قواعد تدور الأحكام عليها    |                     |                                                    |                |
| Исследование об иджтихаде и религиозных разногласиях     | مبحث الإجتهاد و الخلاف           |                     |                                                    |                |
| Книга о ритуальном очищении                              | كتاب الطهارة                     |                     |                                                    |                |
| Условия молитвы, её столпы и обязательные предписания    | شروط الصلاة ة أركانها و واجباتها |                     |                                                    |                |
| Этикет идущего к молитве                                 | آداب المشي إلى الصلاة            |                     |                                                    |                |
| Положения связанные с желанием смерти                    | أحكام تمني الموت                 |                     |                                                    |                |
| Краткое изложение «Зад аль-Маада»                        | مختصر زاد المعاد                 |                     | Краткое изложение книги Ибн аль-Кайима аль-Джаузии |                |

## Сира
| Название                          | Название на арабском | Год первого издания | Описание | Другие издания |
| --------------------------------- | -------------------- | ------------------- | -------- | -------------- |
| Краткое изложение сиры Посланника | مختصر سيرة الرسول    |                     |          |                |

## Тафсир
| Название                              | Название на арабском        | Год первого издания | Описание | Другие издания |
| ------------------------------------- | --------------------------- | ------------------- | -------- | -------------- |
| Комментарии к аятам Священного Корана | تفسير آيات من القرآن الكريم |                     |          |                |
| Книга о достоинствах Корана           | كتاب فضائل القرآن           |                     |          |                |
| Комментарий к суре аль-Фатиха         | تفسير الفاتحة               |                     |          |                |

## Прочие
| Название                                                        | Название на арабском      | Год первого издания | Описание | Другие издания |
| --------------------------------------------------------------- | ------------------------- | ------------------- | -------- | -------------- |
| Краткое изложение комментария к суре аль-Анфаль                 | مختصر تفسير سورة الأنفال  |                     |          |                |
| Некоторые пользы, извлекаемые из Худайбийского мирного договора | بعض فوائد صلح الحديبية    |                     |          |                |
| Опровержение рафидитам                                          | رسالة في الرد على الرافضة |                     |          |                |

Кроме того, Мухаммад ибн Абд аль-Ваххаб является автором множества посланий, писем и проповедей.